# KIK-TV

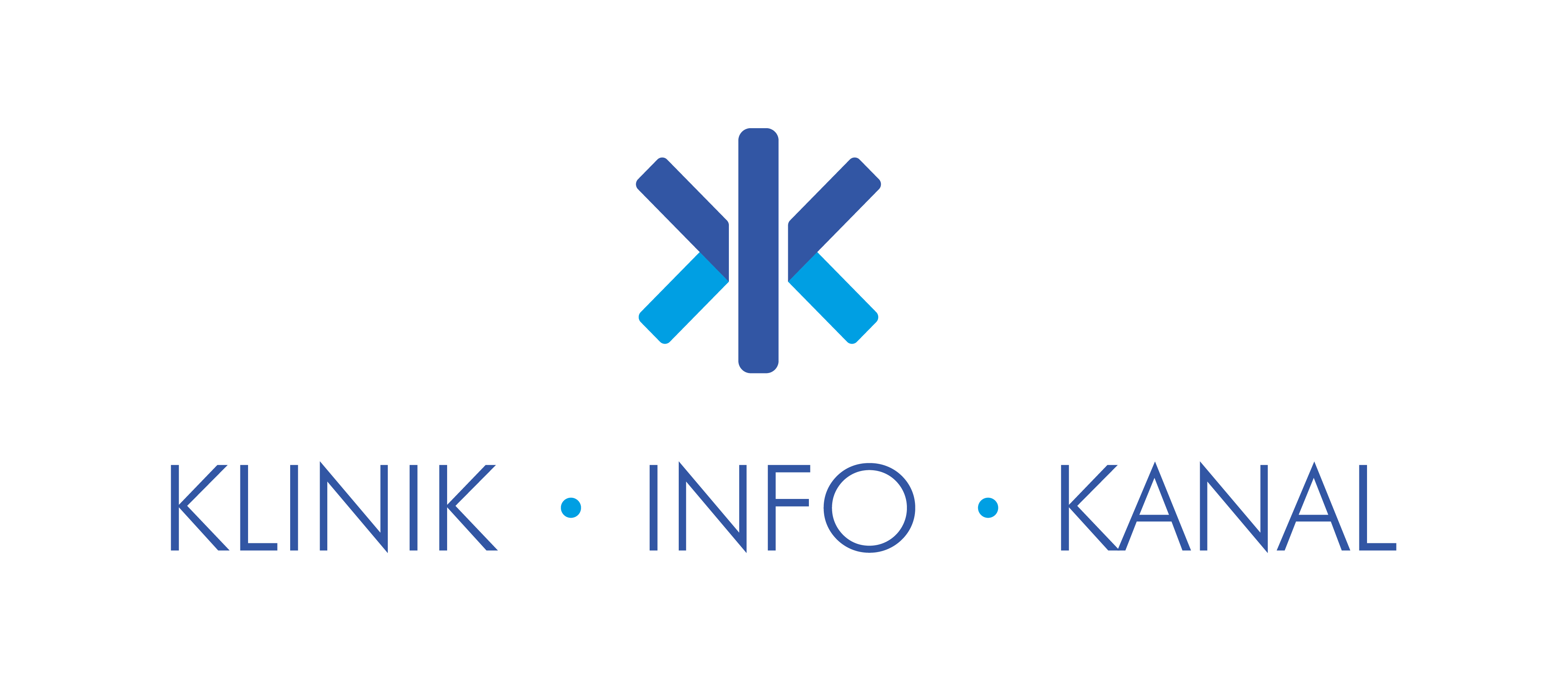
Das Logo des Kanals

KIK-TV oder in Langform KLINIK INFO KANAL ist ein Produkt des mittelständischen Medienunternehmens fx-net Internet Based Services GmbH in Gärtringen, das für Krankenhäuser und für Praxen und Unternehmen des Gesundheitssektors Medienangebote vom Klinikfernsehen bis zum Werbespot anbietet.

## Unternehmen
KIK-TV wurde am 26. September 2001 beim Deutschen Patent- und Markenamt eingetragen. Es hat mittlerweile weitere Standorte in Österreich und der Schweiz und ist darüber hinaus auch im Fürstentum Liechtenstein und Luxemburg aktiv. Über 700 Kliniken werden in fünf Ländern versorgt, davon etwa 600 in Deutschland. Die Zulassung zur Veranstaltung und bundesweiten digitalen Verbreitung des Fernsehspartenrahmenprogramms „Klinik Info Kanal (KiK-TV)“  wurde erstmals am 1. Februar 2007 erteilt und mit Bescheid vom 28. Januar 2015 für weitere zehn Jahre bis zum 31. Januar 2025 verlängert.

## Angebot
Das Unternehmen bietet ein Fernsehprogramm, das auf Gesundheitsthemen fokussiert ist, aber auch Dokumentationen und Reportagen, Spielfilme und Nachrichten umfasst. Darüber hinaus ist gewöhnlich mehrfach am Tage ein kurzes Porträt der Klinik eingeschaltet, in dem auch über aktuelle Veranstaltungen und Angebote der Klinik informiert werden kann. Das Angebot ist für die Klinik kostenlos. Zwischen den Beiträgen können regionale Firmen und Organisationen Werbespots einschalten, durch die das Programm finanziert wird. Der Umfang der Werbung orientiert sich dabei an den Vorschriften der Landesmedienanstalten. Das Programm wird über das Internet verbreitet.

## Weitere Angebote
KIK produziert auch kürzere gezielte Angebote: Foyer-Animationen für den Wartebereich der Kliniken, Praxis-TV-Beiträge, in denen die Inhaber auf ihre Individuelle Gesundheitsleistungen hinweisen können, normale Werbespots und Ähnliches.